# Феджету (Прахова)
Феджету (рум. Făgetu) — село у повіті Прахова в Румунії. Входить до складу комуни Гура-Вітіоарей.
Село розташоване на відстані 77 км на північ від Бухареста, 21 км на північ від Плоєшті, 65 км на південний схід від Брашова.

## Населення
За даними перепису населення 2002 року у селі проживала 981 особа, з них 980 осіб (99,9%) румунів. Рідною мовою 980 осіб (99,9%) назвали румунську.